# Theseustempel
Il Theseustempel è un edificio di Vienna sorto ad imitazione del Tempio di Efesto di Atene.

## Storia e descrizione
La storia del tempio è legata a quella della grande scultura di Teseo e il Centauro, opera di Antonio Canova, alla quale l'artista aveva cominciato a lavorare nel 1804 su incarico di Napoleone Bonaparte.
Con la caduta di Napoleone, la scultura passò all'imperatore austriaco Francesco II d'Asburgo-Lorena, che incaricò l'architetto Pietro Nobile di realizzare una degna cornice per l'opera.
I lavori iniziarono nel 1819 e terminarono nel 1822. Pietro Nobile ideò un edificio neogreco, costituito da un tempio periptero, con sei colonne doriche in facciata e tredici sul lato lungo.
La scultura del Canova fu trasferita nel Kunsthistorisches Museum di Vienna verso la fine del XIX secolo.